# Gustav von Zahn
Gustav Wilhelm Johannes von Zahn (* 22. Juli 1871 in Dresden; † 8. Oktober 1946 in Jena) war ein deutscher Geograph.

## Leben
Gustav von Zahn wurde als Sohn des Buch- und Kunsthändlers Robert von Zahn (* 1840) und dessen 1870 geheirateten Frau Elisabeth Foerderreuther (* 1845) geboren. Nach dem Besuch der Grundschule in Dresden wurde er Ostern 1881 Schüler des Gymnasiums zum Heiligen Kreuz in Dresden und legte dort Ostern 1891 sein Abitur ab. Er trat als Avantageur beim 3. Infanterie-Regiment Nr. 102 in Zittau ins Militär ein. Am 24. Juli 1892 wurde er zum Leutnant und 1899 zum Oberleutnant befördert, bis er am 16. Januar 1900 als Offizier der Reserve ins Zivilleben übertrat. Ostern 1900 begann er ein Studium der Geographie und Meteorologie an der Universität Berlin. Hier wurden Wilhelm von Bezold, Wilhelm von Branca, Kurt Breysig, Hans Delbrück, Erich von Drygalski, Konrad Kretschmer, Wilhelm Meinardus, August Meitzen, Siegfried Passarge, Friedrich Paulsen, Ferdinand von Richthofen, Gustav von Schmoller, Max Sering, Felix Wahnschaffe und Alfred Vierkandt seine Lehrer.
Ostern 1902 wechselte er für ein Semester an die Universität Bern und studierte bei Armin Baltzer und Eduard Brückner. Nach Berlin 1902 zurückgekehrt, bestand er am 22. Februar 1906 seine Promotionsprüfung mit der Verteidigung seiner Arbeit "Die Stellung Armeniens im Gebirgsbau von Vorderasien". Nach einer Reise durch die USA und Mexiko arbeitete er als Dozent in Berlin, bevor er die Bretagne und Südengland bereiste. Er habilitierte sich im November 1909 an der Universität Halle-Wittenberg. Nach einer weiteren Dozententätigkeit an der Universität Jena und 1910 an der Universität München, erhielt er Oktober 1911 eine außerordentliche Professur für Geographie und Meteorologie in Jena. Im Ersten Weltkrieg war er Hauptmann. 
1920 wurde von Zahn ordentlicher Professor der Geographie in Jena. Hier wirkte er bis 1938 als Direktor des Geographischen Instituts, war 1929/30 Rektor der Salana und wurde im November 1936 emeritiert.
Darüber hinaus war von Zahn als Vorsitzender des Akademischen Ausschusses für Leibesübungen einer der Hauptförderer des akademischen Sports und setzte sich für den Pflichtsport im Studium ein.

## Werke (Auswahl)
- Die Stellung Armeniens im Gebirgsbau von Vorderasien. Berlin 1906 (Online)
- Eine Ozeanfahrt. Berlin 1907–1910, 4. Bde.
- Eine Ozeanfahrt. I. Der Dienst auf der Kommandobrücke. Meereskunde. Sammlung volkstümlicher Vorträge zum Verständnis der nationalen Bedeutung von Meer und Seewesen. 1, 9, Mittler, Berlin 1907 (Digitalisat)
- Die zerstörende Arbeit des Meeres an Steilküsten nach Beobachtungen in der Bretagne und Normandie in den Jahren 1907 und 1908. Halle 1909 auch In: Mitteilungen der Geographischen Gesellschaft in Hamburg, ISSN 0374-9061, Bd. 24 (1909), S. 192–284
- Die Scilly-Inseln. Erlangen 1911 auch In: Mitteilungen der Geographischen Gesellschaft München, ISSN 0072-0941, Bd. 6 (1911), 4, S.[386]-423
- Der Einfluss der Landesnatur auf die Psalmen. 1919 auch In: Archiv für Kulturgeschichte. Bd. XIV. 1/2
- Die Moräne im Schneetiegel im Thüringerwald. Jena 1919
- Was ist des Deutschen Vaterland? Jena 1927
- Der Kampf mit dem Urwald. Jena 1929
- Die mittlere Saale. Gotha 1936